# Charles Le Bargy
Pour les articles homonymes, voir Bargy (homonymie).
Charles Le Bargy est un acteur, auteur et réalisateur français, né le 28 août 1858 dans l'ancienne commune de La Chapelle, près de Paris, et mort le 5 février 1936 à Nice.

## Biographie
Premier prix de comédie au Conservatoire en 1879, Charles Le Bargy commence l'année suivante en 1880 au Théâtre Français.
Nommé Sociétaire de la Comédie-Française en 1887, il enseigne également la comédie au Conservatoire de Paris depuis 1896.

### Vie privée
Il a été marié avec les comédiennes Pauline Benda dite Madame Simone et Jane Henriot. Il serait le père de l'acteur et metteur en scène Jean Debucourt[réf. nécessaire].

## Filmographie

### Comme acteur
- 1908 : L'Assassinat du duc de Guise : Henri III
- 1909 : La Tosca
- 1909 : La Légende de la Sainte-Chapelle
- 1920 : L'Appel du sang
- 1921 : Le Colonel Chabert (Il Colonnello Chabert), de Carmine Gallone, d'après le roman d'Honoré de Balzac : rôle de Hyacinthe Chabert
- 1928 : Madame Récamier
- 1931 : Le Rêve : Monsieur de Hautecoeur

### Comme réalisateur
- 1908 : L'Assassinat du duc de Guise
- 1909 : La Tosca
- 1909 : Le Retour d'Ulysse

## Théâtre

### Comédie-Française
Entrée à la Comédie-Française en 1880
Nommé 315e sociétaire en 1887
Départ en 1912
Réengagé pensionnaire de 1921 à 1932
- 1887 : Raymonde d'André Theuriet : Antoine Verrier
- 1889 : L'École des maris de Molière : Valère
- 1889 : Henri III et sa cour d'Alexandre Dumas : d'Épernon
- 1890 : Margot de Henri Meilhac : Georges
- 1890 : Une famille de Henri Lavedan : Le Bissard
- 1890 : La Parisienne de Henry Becque : Simpson
- 1893 : L'Amour brodé de François de Curel : Charles Meran
- 1893 : Dom Juan ou le Festin de pierre de Molière : Dom Juan
- 1894 : Cabotins ! d'Édouard Pailleron : Saint-Marin
- 1894 : Vers la joie de Jean Richepin : le prince
- 1895 : Les Tenailles de Paul Hervieu : Michel Davernier
- 1895 : Le Fils de l'Arétin de Henri de Bornier : Orfinio
- 1897 : Mieux vaut douceur et violence d'Édouard Pailleron : Paul de Dortelin
- 1897 : La Loi de l'homme de Paul Hervieu : le comte de Raguais
- 1898 : Catherine de Henri Lavedan : le duc de Coutras
- 1898 : Struensée de Paul Meurice : Christian VII de Danemark
- 1899 : Le Torrent de Maurice Donnay : Morins
- 1900 : Le Misanthrope de Molière : Philinte
- 1901 : L'Énigme de Paul Hervieu : le marquis de Neste
- 1901 : Le Duel de Henri Lavedan : l'abbé Daniel
- 1901 : Le Marquis de Priola de Henri Lavedan : le marquis de Priola
- 1902 : L'Autre Danger de Maurice Donnay
- 1903 : Le Dédale de Paul Hervieu : Max de Pogis
- 1905 : Le Réveil de Paul Hervieu : le prince Jean de Sylvanie
- 1905 : Le Duel de Henri Lavedan : l'abbé Daniel
- 1905 : Les Deux Hommes d'Alfred Capus : Marcel Delonge
- 1907 : Le Gendre de monsieur Poirier d'Émile Augier et Jules Sandeau : le marquis de Presles
- 1907 : Marion de Lorme de Victor Hugo : de Saverny
- 1908 : Les Deux Hommes d'Alfred Capus : Marcel Delonge
- 1909 : Connais-toi de Paul Hervieu : le général de Sibéran
- 1909 : Après moi de Henri Bernstein : Guillaume Bourgade
- 1911 : Le Respect de l'amour de Lionel Laroze : Hubert Delcour
- 1922 : Le Chevalier de Colomb de François Porché : Don Vincent de Garrovillas
- 1924 : L'Énigme de Paul Hervieu : le marquis de Neste
- 1927 : Hernani de Victor Hugo : Don Carlos

### Hors Comédie-Française
- 1912 : Les Flambeaux de Henry Bataille, théâtre de la Porte-Saint-Martin : Laurent Bouquet
- 1913 : Amoureuse de Georges de Porto-Riche, théâtre de l'Odéon : Étienne Fériaud
- 1913 : Le Chèvrefeuille de Gabriele D'Annunzio, théâtre de la Porte-Saint-Martin : Pierre Dagon

- 1913 : Cyrano de Bergerac, théâtre de la Porte-Saint-Martin : Cyrano
- 1914 : Le destin est maître de Paul Hervieu, théâtre de la Porte-Saint-Martin : Séverin de Chazay
- 1921-1922 : Une danseuse est morte de Charles Le Bargy, théâtre des Galeries Saint Hubert, puis théâtre de l'Odéon : Jacques Barsanges